# Zakhari Sotirov
Zakhari Sotirov (né le 3 janvier 1973) est un ancien sauteur à ski bulgare.

## Palmarès

### Jeux Olympiques
| Épreuve / Édition | Albertville 1992 |
| Petit Tremplin    | 56e              |
| Grand Tremplin    | 55e              |

### Championnats du monde
| Épreuve / Édition | Val di Fiemme 1991 |
| Petit Tremplin    | 56e                |
| Grand Tremplin    | 53e                |

### Coupe du monde
- Meilleur classement final: 48e en 1990.
- Meilleur résultat: 10e.